# Když tančí růže
Když tančí růže je opera českého skladatele Karla Kupky na vlastní libreto podle stejnojmenné lyrické hry bulharského básníka Valeriho Nisimova Petrova (vl. jm. Valeri Nisim Mevorach, 1920–2014). Premiéru opery uvedlo 3. února 1962 Státní divadlo Ostrava.

## Vznik, charakteristika a historie
Skladatel Karel Kupka od roku 1954 až do své smrti pracoval ve Státním divadel Ostrava jako korepetitor, dirigent a sbormistr. Napsal pro ně řadu scénických hudeb, přitom však zkomponoval i několik baletů (roku 1960 byl v Ostravě uveden první z nich, Florella) a osm oper. Z první z nich, Taškáře podle komedie Tita Maccia Plauta z roku 1955; byly koncertně provedeny ukázky, avšak jedinou z oper, která byla skutečně inscenována, byla v pořadí třetí pod názvem Když tančí růže.
Stejnojmenná lyrická hra o současných, civilních podobách lásky bulharského spisovatele Valeriho Petrova měla světovou premiéru v Československu, totiž v Divadle Oldřicha Stiborav v Olomouci 22. listopadu 1959. Vzápětí ji uvedla řada dalších československých divadel – popularitu získala především adaptace Sergeje Machonina s písněmi Petra Kopty a Vladimíra Vodičky pod názvem Petřínská romance pro Divadlo S. K. Neumanna v Praze – a původní olomouckou inscenaci přenášelo rovněž ostravské studio Československé televize (17. května 1960). O měsíc později byla hra provedena i v ostravském Divadle Petra Bezruče.
Podle této hry vznikla v téže době i Kupkova „lyrická opera o třech romancích“; jako doba kompozice je uváděn rok 1959, dobový tisk však uvádí v prosinci 1960, že Kupka operu „komponuje“. Ostravské divadlo dílo svého spolupracovníka uvedlo již počátkem roku 1962 v kombinaci s premiérou prvních tří z celkově pěti Manželských kontrapunktů Jiřího Pauera. 19. února 1962 ostravská opera uvedla celý program na skladatelské přehlídce v Tylově divadle v Praze.
Kupka sám se o svém díle vyjádřil takto: „Proč mne tento námět zaujal: byla to právě poetičnost a všední lyrika, která, jak se mnohdy zdá, se z dnešního chvatu a techničnosti života poněkud vytratila, a na lásku dnešních lidí se díváme mnohdy příliš jednostranným pohledem.“ „Ve formě jsem usiloval o jakousi syntézu řeči, zpěvu i taneční složky. Celá opera je laděna v poloze snu. Tomu odpovídá kompoziční faktura díla – především v instrumentaci, kde používám zcela neobvyklých zvukových kombinací. – Ústřední postava dramatu, která dějově spojuje jednotlivé obrazy, v tomto případě jednotlivé příběhy – má svůj hudební jazyk, jenž se diametrálně liší od ostatních postav děje. Důležitými výrazovými prostředky jsou monology a dialogy dramaticky hudebně podkreslené. K dotváření atmosféry používám sborů.“ Skladatel zmiňoval mezi svými inspiracemi ostravského basistu Karla Průšu, pro kterého koncipoval hlavní postavu opery.
Přijetí Kupkovy opery – zvláště ve srovnání s divácky přitažlivějšími i umělecky zdařilejšími Pauerovými hudebními groteskami – bylo spíše negativní. Podle muzikologa a hudebního kritika Antonína Sychry (podle recenze v časopise Hudební rozhledy) Kupka v opeře hledá tzv. „poezii všedního dne. Hledá, ale nenachází. […] skladatel se pídí po poezii někde jinde, než odkud především ji měl vytěžit. Dává si velkou práci s rámcováním hry, jednou symbolickým, jindy až přízemně realistickým, jindy konečně baletně dekorativním. […] Avšak často se z těchto postupů stává klišé, manýra, prostředek se povyšuje za cíl. […] U Kupky jsou všechny prostředky moderního divadla vysloveně stafáž. Když je strhnete, když obnažíte děj na samu dřeň, objeví se vám syžety žalostně primitivní, přímo provokující schematickým polopatismem. Nemotivovanost až zaráží. […] Kupkova hudba – talentovaná, to třeba vyzvednout – je příliš vnějškově popisná. Podmalovává atmosféru, nabývá jakés takés věrohodnosti janáčkovskými nápěvky, pohybujícími se zhusta nebezpečně až na hranicích reminiscencí. Avšak o charakteristice postav a jejich vývoje nemůže být ani řeči. Ba dokonce skladatel ani nerozlišuje hudebně sféru snu a reality.“
Příznivěji, avšak přesto velmi zdrženlivě oceňuje operu Když tančí růže recenzent deníku Práce, podle něhož Kupka „přišel s dílem rozhodně nehotovým, a přesto jeho úsilí vzbuzuje úctu. Zápasil na neobyčejně obtížné půdě lyrické opery o hudebnědramatické postižení citového života dnešních mladých lidí. Tři variace o dnešních podobách lásky už v zárodku doplácejí na dramaticky nepevnou předlohu a stejně neujasněné libreto: několik hudebně silných míst však dostatečně mluví ve prospěch autora […]“. Podle Vincence Straky v Lidové demokracii je tato opera „novým dokladem Kupkova úsilí o vytvoření svérázného typu avantgardního operního a baletního divadla“, avšak i on má zásadní výhrady: „Děj hry je transponován ze skutečného světa do nepravděpodobné snové skutečnosti. Od zneklidnělé a přehnané fantazie není odtud daleko ke křečovité snaze po originalitě. Kupkova představa svou složitostí, nadměrností a nepřehledným utříděním funkčnosti výrazových prostředků poukazuje k nezvyklému inscenačnímu principu. Má netrpělivý a uspěchaný rytmus a v konečném vyznění nestačí dosáhnout zamýšleného účinu a srozumitelnosti. Hudební složka vystupuje v roztěkané partituře spíše jako činitel náladotvorný, doplňkový a dekorativní. Výsledný dojem je proto značně neurčitý.“
Ostrý soud vyslovil v časopise Kultura mladý muzikolog Ivan Poledňák: „Vysloveným tvůrčím nezdarem je zato opera Kupkova. Barvotiskově sentimentální, pseudomoderně střižené libreto se v ní spájí s invenčně chabou, značně odvozenou hudbou. Zdá se, že Kupka již trvaleji zabředl do sítin jakéhosi falešného modernismu, do hry prázdných gest.“
Mimo prvotní ostravskou inscenaci již Kupkova opera Když tančí růže (ani žádná jiná) nebyla uvedena.

## Osoby a první obsazení
| osoba                            | hlasový obor | premiéra (3. února 1962) |
| -------------------------------- | ------------ | ------------------------ |
| Stařec / Vetřelec / Maestro      | bas          | Karel Průša              |
| Student (jinoch, ctitel, číšník) | tenor        | Oldřich Lindauer         |
| Studentka                        | soprán       | Věra Nováková            |
| Úřednice                         | soprán       | Milada Šafránková        |
| Sportovec                        | tenor        | Jiří Zahradníček         |
| Manžel                           | baryton      | Vojtěch Zouhar           |
| Manželka                         | alt          | Alena Havlicová          |
| Přítelkyně                       | mezzosoprán  | Dagmar Průšová           |
| Hlas                             | bas          | Jindřich Randa           |
| Dirigent: Bohumil Gregor         |              |                          |
| Režie: Ilja Hylas                |              |                          |
| Choreografie: Emerich Gabzdyl    |              |                          |
| Scéna: Vladimír Šrámek           |              |                          |
| Kostýmy: Bedřiška Ustohalová     |              |                          |

## Děj opery
Celý příběh je pojímán jako prolínání snu s realitou; „stařec“-vypravěč v dialogu s „jinochem“ – svým mladším já vypráví tři současné příběhy o lásce. V prvním příběhu jde o vztah sportovce s úřednicí, který končí rozchodem, protože mezi nimi nepanovala pravá láska; ve druhém se manžel vrací k manželce, kterou opustil, když pochopí její bolest z rozhlasové relace, v níž manželka prezentuje prozaickou zprávu o uhelné kampani. Třetí příběh je beznadějný citový vztah starého učitele hry na violoncello k jeho žačce.